# De la Calle
De la Calle es una agrupación de cumbia y reguetón argentina, activa desde el año 2007. Hasta la fecha han publicado cuatro álbumes de estudio y una gran cantidad de sencillos y directos. El cantante Papichamp es uno de los músicos fundadores del grupo.

## Historia
La agrupación fue fundada a finales del año 2008 por David Rodríguez (conocido actualmente como Papichamp) y Alan Gómez, quien fue vocalista de El Empuje, tras la salida del mediático cantante El Dipy en el año 2008. Su primera formación estuvo compuesta por David Rodríguez (voz), Alan Gómez (segunda voz), Matias Vivones (percusión), David Cortés (bajo), Darío dos Santos (batería) y Daniel Van Wichelen (guitarra).
Inicialmente la agrupación presentaba un sonido tropical romántico, que fue posicionando al grupo y lo llevó a presentarse en importantes programas de televisión como Pasión de Sábado, donde interpretaron en directo canciones como «Me extrañarás», «Una wacha piola» y «El Whatsapp».

### «Papi Shampu»
La agrupación empezó a experimentar un crecimiento constante en la escena nacional, sumado al éxito masivo que obtuvo la canción «Papi Shampu», estrenada en la plataforma YouTube en agosto del 2016. La canción entró en el circuito de los boliches en Argentina y Uruguay y a la fecha cuenta con más de 35 millones de reproducciones en la mencionada plataforma.
Posterior a este lanzamiento y con su creciente incursión en el mercado uruguayo, la agrupación participó en una colaboración con el artista del país oriental, El Reja, en la canción titulada «Casa sola». Su continua exposición en tal período los llevó a hacer una versión remix de su principal éxito «Papi Shampu»; pero en esta ocasión en compañía del puertorriqueño Eloy.

### Salida de David Rodríguez y actualidad
En 2016, la agrupación firmó un contrato de distribución digital con la compañía argentina MOJO. Tras la versión remix de «Papi Shampu», David Rodríguez (Papichamp) anunció en diciembre de 2017 su salida de la agrupación, para pasar a dedicarse a la parte de producción del conjunto y encarar de lleno su carrera como solista.
La separación de David Rodríguez se dio de forma paulatina, ya que tras el anuncio, el artista acompañó durante un tiempo a De la Calle en algunas de sus giras, a modo de familiarizar al público con la secesión y para ir presentando el nuevo proyecto individual, que incluso arrancó en el canal de YouTube de De la Calle, ya que ahí radica el primer lanzamiento oficial de Papichamp, en colaboración con De la Calle, titulado «Pakman», que superó las 24 millones de reproducciones.
Luego de la salida definitiva de Papichamp, De la Calle continuó en 2023 con Leguiza como nuevo cantante.

## Discografía

### Álbumes de estudio
| Año  | Título                                                           | Discográfica |
| ---- | ---------------------------------------------------------------- | ------------ |
| 2011 | Traje Cumbia                                                     |              |
| 2013 | Grabaciones Encontradas, Vol. 1                                  |              |
| 2013 | Grabaciones Encontradas, Vol. 2                                  |              |
| 2014 | Cumbia Callejera... Y se Baila con los Parlantes en la Vereda!!! |              |
| 2015 | En Vivo en Aeropuerto Bailable                                   |              |
| 2016 | + Negro Que la Noche                                             |              |

### Sencillos y EP
| Año  | Título                      | Discográfica           |
| ---- | --------------------------- | ---------------------- |
| 2016 | «A dúo con amigos»          |                        |
| 2016 | «Quédate»                   |                        |
| 2016 | «Una wacha piola»           |                        |
| 2016 | «Me extrañarás»             |                        |
| 2016 | «El Whatsapp»               |                        |
| 2016 | «Vamos a bailar»            |                        |
| 2017 | «Puti Short»                |                        |
| 2017 | «La distancia»              |                        |
| 2017 | «Amanecido»                 |                        |
| 2017 | «Pakman»                    |                        |
| 2018 | «Sputify»                   |                        |
| 2018 | «La burri»                  | Montevideo Music Group |
| 2018 | «Snapchat sin ropa»         |                        |
| 2019 | «Piquete» (Remix fiestero)  |                        |
| 2019 | «Egresada fiestera»         |                        |
| 2019 | «Snapchat sin ropa» (Remix) |                        |